# Агдам (грязевой вулкан)
Агдам (азерб. Ağdam palçıq vulkanı) — грязевой вулкан в Азербайджане. Расположен в Гобустане, на территории Апшеронского района. 
Грязевой вулкан имеет 20 сопок. Активные сопки Агдама время от времени извергают природный газ, жидкую грязь и мутную воду.
Агдам включён в государственный заповедник грязевых вулканов. 